# Варсонофьевский монастырь
Варсоно́фьевский монастырь — бывший женский монастырь Белого города в Москве, располагавшийся между Большой Лубянкой и Рождественкой. По названию монастыря получил своё имя Варсонофьевский переулок.
Основан в конце XV — начале XVI века. При монастыре было кладбище, куда свозили для погребения нищих и погибших насильственной смертью. Быть погребённым здесь считалось у москвичей большим позором, поэтому в Смутное время Лжедмитрий I приказал захоронить здесь тела Бориса Годунова и его семьи. Впоследствии они были перезахоронены в Троице-Сергиевой лавре.
В 1765 году монастырь был упразднён, монастырский Вознесенский собор стал обычной приходской церковью Вознесения.
Строения и памятники монастыря, включая церковь Вознесения, снесены при большевиках (церковь закрыли в 1923 году, в конце 1930—начале 1931 все постройки были снесены). Сейчас на месте монастыря находится Поликлиника №1 по адресу Варсонофьевский переулок, 5с1.